# Pierre Prins (explorador)
Pierre Prins (París, 27 de abril de 1870 - ib., 23 de diciembre de 1945) fue un explorador y administrador colonial francés.

## Biografía
Fue hijo del pintor Pierre Prins y se unió en 1897 a la administración colonial.
Acompañó a Émile Gentil en su descenso del río Chari hasta el lago Chad. Gentil regresó al Congo y, en noviembre de 1897, Prins quedó como residente de Francia en la región chadiana de Chari-Baguirmi. Permaneció en Massenya, capital de la región, durante más de un año. 
Desde allí dirigió varias expediciones al imperio Kanem Bornu y al sultanato de Dar Rounga. Durante su año de residencia, Prins realizó trabajos de geografía y etnología y descubrió viviendas trogloditas en las mesetas de Dar Rounga.
Relevado de su puesto en Massenya en abril de 1899, partió desde Ubangui para explorar los territorios de los banda o gbanda, Dar Fertit (este de la actual República Centroafricana) y el macizo montañoso Djebel Mela, donde se encontraba en 1901. Luego, en 1902, llegó hasta el sultanato de Said-Baldas, en Bahr el-Ghazal.
En 1906, recibió financiación para continuar con sus exploraciones. Desde la localidad de Rafaï, en el río Bomu, región del alto Ubangui, remontó el río Kotto, atravesó el país de los azande y los banda y llegó al Darfur. Cruzó la divisoria de aguas entre el Congo y el Nilo, descubrió nuevos poblados trogloditas y cuevas naturales y regresó a Rafaï en 1907 con información de todo tipo sobre unas zonas poco exploradas. 
Sus exploraciones le valieron dos medallas de oro de la Sociedad de Geografía de París, una en 1900 y otra en 1907.

## Obras
Escribió varias artículos sobre sus viajes por el África Central para los boletines de las sociedades geográficas de la época:
- Vers le Tchad, une année de résidence au Baguirmi, 1898-1899.
- Voyage au Dar-Rounga, résultats scientifiques.
- Les troglodytes du Dar Banda et du Djebel Mela.
- Observations géographiques et physiques en pays Zandé, Banda, Wassa, Adja et Kreich.
- Relation du voyage de M. P. Prins à Saïd-Baldas.